# Hector Hogan
Hector Dennis Hogan (Rockhampton, 15 luglio 1931 – Brisbane, 2 settembre 1960) è stato un velocista australiano.

## Biografia
Nel marzo 1954 eguagliò il record mondiale sulle 100 iarde e sui 100 metri piani con i tempi, rispettivamente, di 9"3 e 10"2. Lo stesso anno prese parte ai Giochi dell'Impero e del Commonwealth Britannico a Vancouver, dove conquistò la medaglia di bronzo nelle 100 iarde e nella staffetta 4×110 iarde, mentre si classificò quinto nelle 220 iarde e nel salto in lungo.
Nel 1956 fu medaglia di bronzo ai Giochi olimpici di Melbourne nei 100 metri piani, mentre raggiunse la semifinale nella staffetta 4×100 metri, fermandosi invece alle qualificazioni nei 200 metri piani.
Nel 1958 conquistò la medaglia di bronzo ai Giochi dell'Impero Britannico di Cardiff nella staffetta 4×110 iarde, mentre fu eliminato in semifinale nelle 100 iarde.

## Palmarès
| Anno | Manifestazione                                   | Sede      | Evento                | Risultato      | Prestazione  | Note |
| ---- | ------------------------------------------------ | --------- | --------------------- | -------------- | ------------ | ---- |
| 1954 | Giochi dell'Impero e del Commonwealth Britannico | Vancouver | 100 iarde             | Bronzo         | 9"7          |      |
| 1954 | Giochi dell'Impero e del Commonwealth Britannico | Vancouver | 220 iarde             | 5º             |              |      |
| 1954 | Giochi dell'Impero e del Commonwealth Britannico | Vancouver | Salto in lungo        | 5º             |              |      |
| 1954 | Giochi dell'Impero e del Commonwealth Britannico | Vancouver | Staffetta 4×110 iarde | Bronzo         | 41"7         |      |
| 1956 | Giochi olimpici                                  | Melbourne | 100 metri piani       | Bronzo         | 10"6 (10"77) |      |
| 1956 | Giochi olimpici                                  | Melbourne | 200 metri piani       | Qualificazione | 21"7 (21"90) |      |
| 1956 | Giochi olimpici                                  | Melbourne | Staffetta 4×100 metri | Semifinale     | 40"8 (40"72) |      |
| 1958 | Giochi dell'Impero Britannico                    | Cardiff   | 100 iarde             | Semifinale     |              |      |
| 1958 | Giochi dell'Impero Britannico                    | Cardiff   | Staffetta 4×110 iarde | Bronzo         | 41"64        |      |

## Campionati nazionali
- 7 volte campione australiano assoluto delle 100 iarde
- 2 volte campione australiano assoluto delle 220 iarde
- 1 volta campione australiano assoluto del salto in lungo (1954)